# Ben Barker (Rennfahrer, 1991)

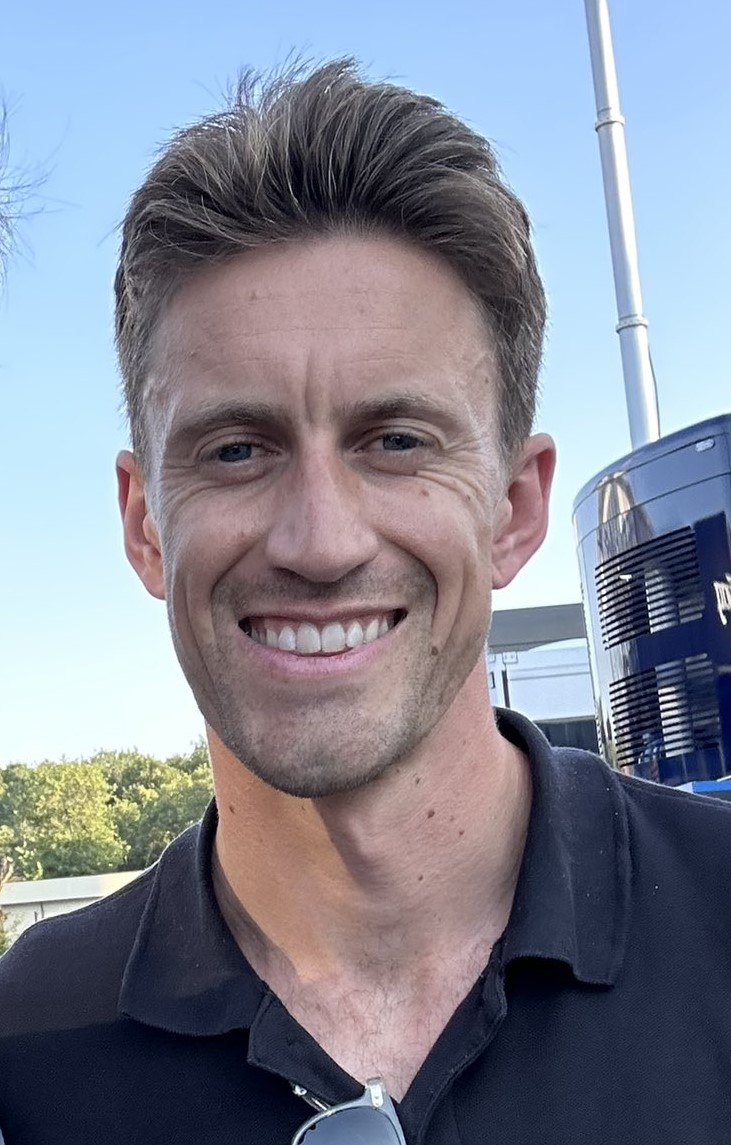
Ben Barker 2023

Benjamin William „Ben“ Barker (* 23. April 1991 in Cambridge) ist ein britischer Automobilrennfahrer.

## Karriere im Motorsport
Ben Barker begann im Alter von 15 Jahren mit dem professionellen Kartsport und bestritt 2009 mit 18 Jahren sein erstes Formel-Ford-Rennen. Barker feierte seine bisher grüßten Erfolge in Australien, wohin er sich noch 2009 als junger Fahrer wandte. Er gewann 2010 die Gesamtwertung der australischen Formel-3-Meisterschaft und feierte 2014 einen Klassensieg beim 12-Stunden-Rennen von Bathurst. In diesem Jahr wurde er Gesamtzweiter des britischen Porsche Carrera Cup.
2016 gab er sein Debüt beim 24-Stunden-Rennen von Le Mans. Gemeinsam mit Mike Wainwright und Adam Carroll wurde er auf einem Porsche 911 RSR 33. in der Gesamtwertung. Bis 2019 folgten drei weitere Einsätze in Le Mans. Der 33. Rang 2016 blieb sein bisher bestes Endergebnis. Außerdem startete er regelmäßig in der European Le Mans Series und FIA-Langstrecken-Weltmeisterschaft, wo er zwischen dem Saisonbeginn 2016 und dem Ablauf der Saison 2023 bis auf das 1000-Meilen-Rennen von Sebring 2022 alle Weltmeisterschaftsläufe bestritt.

## Statistik

### Le-Mans-Ergebnisse
| Jahr | Team               | Fahrzeug           | Teamkollege     | Teamkollege       | Platzierung | Ausfallgrund |
| ---- | ------------------ | ------------------ | --------------- | ----------------- | ----------- | ------------ |
| 2016 | Gulf Racing        | Porsche 911 RSR    | Adam Carroll    | Mike Wainwright   | Rang 33     |              |
| 2017 | Gulf Racing        | Porsche 911 RSR    | Nick Foster     | Mike Wainwright   | Rang 38     |              |
| 2018 | Gulf Racing        | Porsche 911 RSR    | Alex Davison    | Mike Wainwright   | Rang 40     |              |
| 2019 | Gulf Racing        | Porsche 911 RSR    | Thomas Preining | Mike Wainwright   | Rang 38     |              |
| 2020 | Gulf Racing        | Porsche 911 RSR    | Andrew Watson   | Mike Wainwright   | Rang 29     |              |
| 2021 | Gulf Racing        | Porsche 911 RSR-19 | Tom Gamble      | Mike Wainwright   | Rang 43     |              |
| 2022 | GR Racing          | Porsche 911 RSR-19 | Riccardo Pera   | Mike Wainwright   | Rang 37     |              |
| 2023 | GR Racing          | Porsche 911 RSR-19 | Riccardo Pera   | Mike Wainwright   | Rang 29     |              |
| 2024 | Proton Competition | Ford Mustang GT3   | Ryan Hardwick   | Zacharie Robichon | Rang 46     |              |
| 2025 | Proton Competition | Ford Mustang GT3   | Bernardo Sousa  | Ben Tuck          | Rang 41     |              |

### Sebring-Ergebnisse
| Jahr | Team                        | Fahrzeug         | Teamkollege       | Teamkollege       | Platzierung | Ausfallgrund |
| ---- | --------------------------- | ---------------- | ----------------- | ----------------- | ----------- | ------------ |
| 2025 | Ford Multimatic Motorsports | Ford Mustang GT3 | Sebastian Priaulx | Mike Rockenfeller | Rang 23     |              |

### Einzelergebnisse in der FIA-Langstrecken-Weltmeisterschaft
| Saison  | Team               | Rennwagen        | 1   | 2   | 3   | 4   | 5   | 6   | 7   | 8   | 9   |
| ------- | ------------------ | ---------------- | --- | --- | --- | --- | --- | --- | --- | --- | --- |
| 2016    | Gulf Racing        | Porsche 911 RSR  | SIL | SPA | LEM | NÜR | MEX | AUS | FUJ | SHA | BAH |
| 2016    | Gulf Racing        | Porsche 911 RSR  | DNF | 23  | 33  | 28  | 25  | 25  | 27  | 29  | 29  |
| 2017    | Gulf Racing        | Porsche 911 RSR  | SIL | SPA | LEM | NÜR | MEX | AUS | FUJ | SHA | BAH |
| 2017    | Gulf Racing        | Porsche 911 RSR  | 24  | DNF | 38  | 27  | 23  | DNF | 22  | 22  | 25  |
| 2018/19 | Gulf Racing        | Porsche 911 RSR  | SPA | LEM | SIL | FUJ | SHA | SEB | SPA | LEM |     |
| 2018/19 | Gulf Racing        | Porsche 911 RSR  | 29  | 40  | 22  | 26  | 30  | 23  | 31  | 38  |     |
| 2019/20 | Gulf Racing        | Porsche 911 RSR  | SIL | FUJ | SHA | BAH | AUS | SPA | LEM | BAH |     |
| 2019/20 | Gulf Racing        | Porsche 911 RSR  | 21  | 26  | 27  | 21  | 25  | 26  | 29  | 17  |     |
| 2021    | Gulf Racing        | Porsche 911 RSR  | SPA | POR | MON | LEM | BAH | BAH |     |     |     |
| 2021    | Gulf Racing        | Porsche 911 RSR  | DNF | 25  | 27  | 43  | 23  | 28  |     |     |     |
| 2022    | Gulf Racing        | Porsche 911 RSR  | SEB | SPA | LEM | MON | FUJ | BAH |     |     |     |
| 2022    | Gulf Racing        | Porsche 911 RSR  |     | 26  | 37  | 34  | 35  | 28  |     |     |     |
| 2023    | GR Racing          | Porsche 911 RSR  | SEB | POR | SPA | LEM | MON | FUJ | BAH |     |     |
| 2023    | GR Racing          | Porsche 911 RSR  | 23  | 31  | 31  | 29  | 24  | 30  | 29  |     |     |
| 2024    | Proton Competition | Ford Mustang GT3 | KAT | IMO | SPA | LEM | SAO | AUS | FUJ | BAH |     |
| 2024    | Proton Competition | Ford Mustang GT3 | 26  | 26  | 24  | 46  | 25  | 21  | 27  | DNF |     |
| 2025    | Proton Competition | Ford Mustang GT3 | KAT | IMO | SPA | LEM | SAO | AUS | FUJ | BAH |     |
| 2025    | Proton Competition | Ford Mustang GT3 | DNF | 28  | 18  | 41  | DNF |     |     |     |     |